# مسلة بوبولي

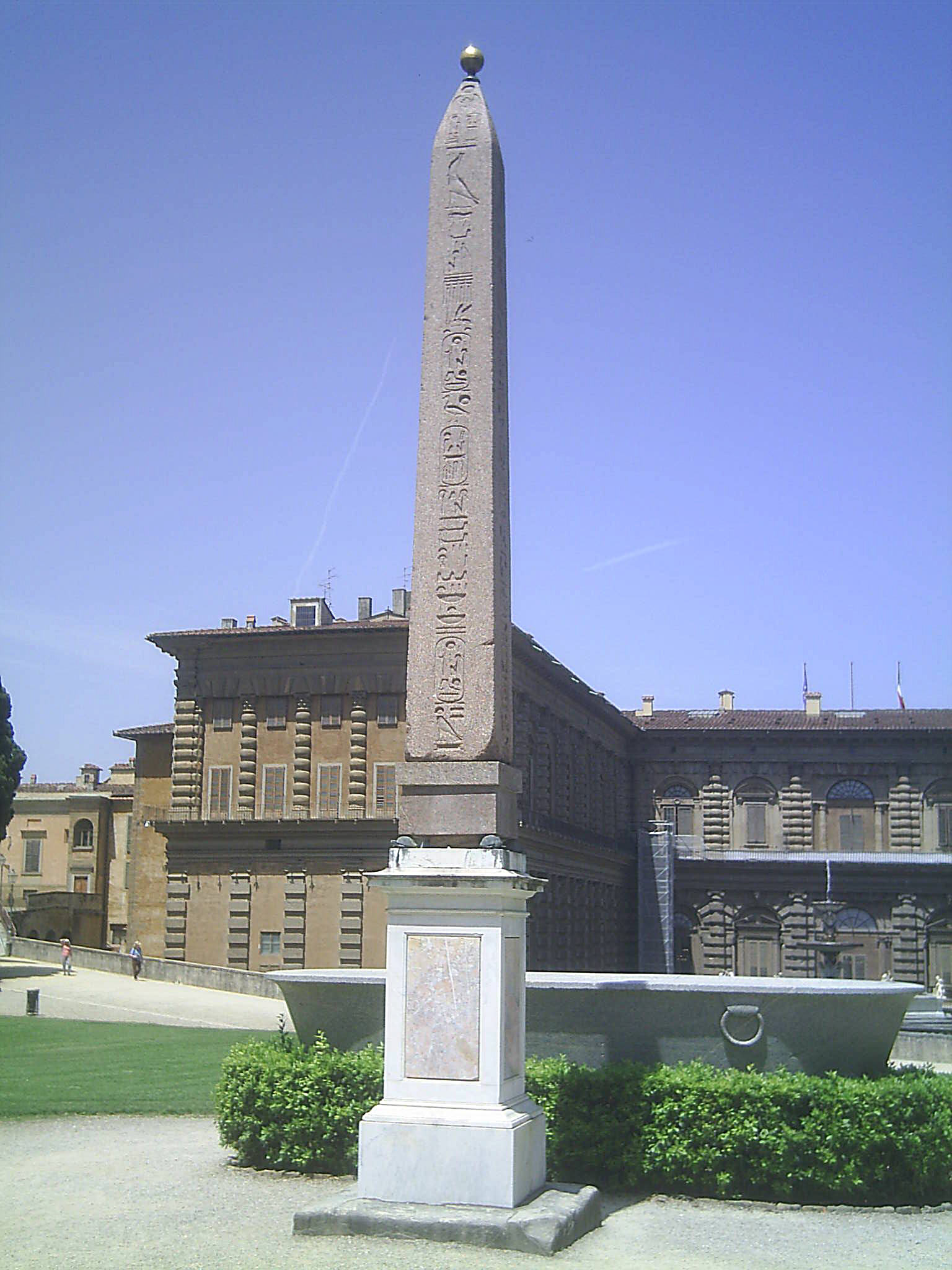
منظر للمسلة مع قصر بيتي في الخلفية، حوض بجوار المسلة

مسلة بوبولي هي مسلة مصرية قديمة من الجرانيت الأحمر تقع في حدائق بوبولي بفلورنسا، إيطاليا. نقلت المسلة في عام 10 ق م من مصر إلى روما عاصمة الإمبراطورية الرومانية في ذلك الحين ثم نقلت في القرن الثامن عشر من روما إلى فلورنسا.

## الوصف
المسلة نقشت من الجرانيت الأحمر المستخرج من المحاجر في مدينة أسوان التي تقع في مصر العليا. نحتت على أضلاعه كتابات هيروغليفية ورسومات دينية حيث أن النقوش كانت مكرسة لأتوم، إله مدينة هليوبوليس. يبلغ طولها 6 أمتار ووزنها 9 أطنان. المسلة تعلوها كرة من الذهب، ويوجد علي قاعدتها التي ترتكز عليها أربع سلاحف ضغيرين مصنوعين من البرونز.

## التاريخ

### أثناء التاريخ القديم
الجرانيت الذي نحتت منه المسلة يأتي من أسوان والنقوش علي المسلة مكرسة لأتوم، إله مدينة هليوبوليس. يُعتقد أنه تم تشييدها لأول مرة في تلك المدينة في عهد الملك رمسيس الثاني. في القرن الأول الميلادي، تم نقلها من مصر إلى روما بأمر من إمبراطور الإمبراطورية الرومانية أغسطس قيصر في عام 10 ق م ووضعت في معبد إيزيس في الحرم الجامعي مارتيوس، إلى جانب ثلاث مسلات أخرى لا تزال في روما.

### أثناء عصر النهضة
في القرن السادس عشر، اشترى الكاردينال فرديناند الأول دي ميديشي المسلة التي يبلغ ارتفاعها 6 أمتار ووضعها ضمن المجموعات الأثرية الرائعة الموجودة في حدائق فيلا ميديتشي التي توجد في روما.

### في فلورنسا

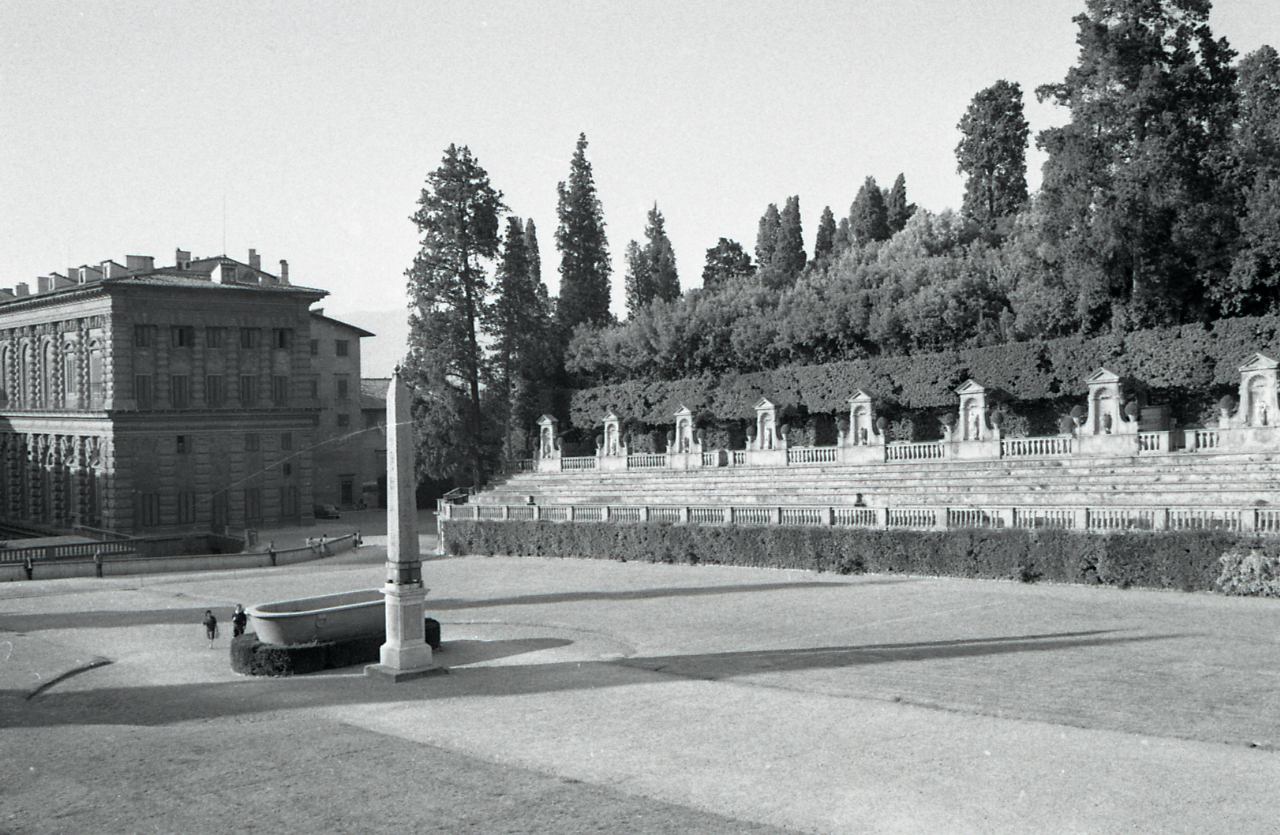
قصر بيتي (يسار) ومدرج حدائق بوبولي مع المسلة. تصوير باولو مونتي، 1965م.

عندما أصبح بيتر ليوبولد الثاني من أسرة لورين دوق توسكانا الأكبر، نقل إلى فلورنسا العديد من الأعمال الفنية في فيلا ميديتشي. في عام 1788م قام بنقل المسلة التي تزن 9000 كيلوجرام مما يساوي 9 أطنان، ونقلت أولاً إلى مدينة ليفورنو، ثم براً إلى فلورنسا. استغرقت الرحلة أربعة أشهر. كما قام بتحريك الحوض الروماني القديم المصنوع من الجرانيت والذي ارتبط بالمسلة في فيلا ميديتشي. تم وضع فرضيات مختلفة لموقعها الجديد في فلورنسا وفي النهاية تم تشييده بالقرب من وسط المدرج الذي يوجد في حدائق بوبولي في عام 1790م، على طول المحور الرئيسي المؤدي بعيدًا عن قصر بيتي. في عام 1840م، تم وضع حوض الجرانيت أمام المسلة.

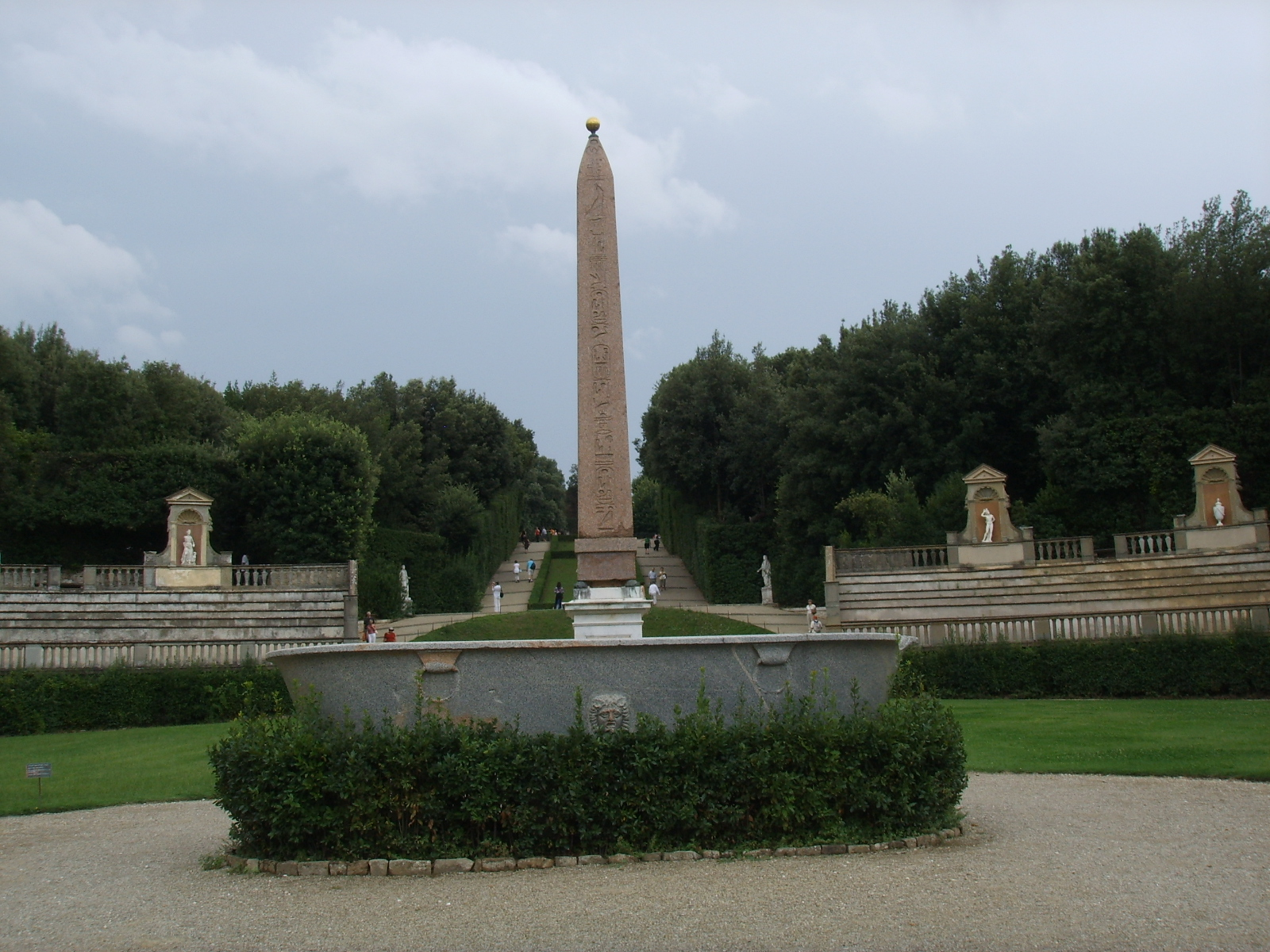
منظر للمسلة من قصر بيتي